# Les Enfants du capitaine Grant (film, 1962)
Pour les articles homonymes, voir Grant.
Pour les articles homonymes, voir Les Enfants du capitaine Grant.
Pour plus de détails, voir Fiche technique et Distribution.
Les Enfants du capitaine Grant (titre original : In Search of the Castaways) est un film américain réalisé par Robert Stevenson, sorti en 1962.

## Synopsis
1886, le bateau du capitaine Grant, le Brittania, naviguant dans les mers du Sud, a disparu et tout porte à croire que son capitaine et l'équipage sont morts. Jusqu'au jour où Jacques Paganel, professeur de français, trouve une bouteille jetée à la mer et contenant un message mentionnant le capitaine Grant, ainsi que les coordonnées d'une latitude.
M. Paganel se rend alors à Glasgow avec Mary et Robert, les enfants du capitaine. Grâce à lui et au message trouvé dans la bouteille, les enfants parviennent à convaincre le capitaine Lord Glenarvan de poursuivre les recherches pour retrouver leur père. Ils vivront bien des aventures à travers les montagnes et les plaines de l'Amérique du Sud, puis, prisonniers des Maoris en Nouvelle-Zélande, avant de mettre au jour un trafic d'armes impliquant Thomas Ayrton, ancien membre de l'équipage du Brittania, les Maoris... et le capitaine Grant malgré lui.

## Fiche technique
- Titre : Les Enfants du capitaine Grant.
- Titre original : In Search of the Castaways
- Réalisation : Robert Stevenson assisté d'Eric Rattray, Peter Bolton (seconde équipe).
- Scénario : Lowell S. Hawley d'après Les Enfants du capitaine Grant de Jules Verne.
  - Continuité : Pam Carlton.
- Photographie : Paul Beeson.
  - Photographie additionnelle : Ray Sturgess, Michael Reed, David Harcourt.
  - Effets spéciaux photographiques : Peter Ellenshaw.
- Montage : Gordon Stone.
- Musique : William Alwyn.
  - Chef d'orchestre : Muir Mathieson.
  - Chansons : Robert B. Sherman et Richard M. Sherman (Merci Beaucoup, Grimpons, Enjoy it, The Castaways Theme).
- Direction artistique : Michael Stringer.
- Décors : Vernon Dixon.
- Costumes : Margaret Furse.
- Son : Peter Thornton (montage), Dudley Messenger et Gordon McCallum (mixeur).
- Maquillage : Harry Frampton.
- Coiffure : Barbara Ritchie
- Casting : Maude Spector.
- Effets spéciaux : Syd Pearson.
- Dresseur animalier : Jimmy Chipperfield.
- Producteur : Hugh Attwooll (associé), Peter Manley (responsable de production).
- Société de production et de distribution : Walt Disney Pictures.
- Pays de production :  États-Unis
- Langue : anglais.
- Format : Couleur (Technicolor) — 35 mm — 1,75:1 — Son : Mono
- Genre : film d'aventure
- Durée : 98 minutes
- Dates de sortie : 
  - États-Unis : 19 décembre 1962.

Sauf mention contraire, les informations proviennent des sources suivantes : Leonard Maltin, IMDb

## Distribution
- Maurice Chevalier (VF : Lui-même) : Jacques Paganel
- Hayley Mills : Mary Grant
- George Sanders (VF : Jacques Harden) : Thomas Ayrton
- Wilfrid Hyde-White (VF : Jean Ozenne) : Lord Glenarvan
- Michael Anderson Jr. (VF : Yves-Marie Maurin) : John Glenarvan
- Keith Hamshere : Robert Grant
- Jack Gwillim (VF : Jacques Berthier) : capitaine Grant
- Antonio Cifariello (VF : Bachir Touré) : chef indien
- Joss Ackland (VF : Raymond Loyer) : le marin barreur du yacht
- Wilfrid Brambell (VF : Paul Villé) : Bill Gaye
- Ronald Fraser (VF : Marcel Painvin) : garde
- Inia Te Wiata : chef maori
- George Murcell (VF : Jacques Ferrière) : le bras droit d'Ayrton
- Mark Digman
- Michael Wayne (VF : Albert Médina) : Osborne, le majordome de Lord Glenarvan
- David Spencer
- Milo Sperber
- Roger Delgado
- Barry Keegan (VF : Jacques Hilling) : le marin irlandais véreux racontant l'histoire du naufrage du Britannia
- Maxwell Shaw
- Andreas Malandrin

Source : Leonard Maltin, Dave Smith et IMDb.

## Sorties cinéma
Sauf mention contraire, les informations suivantes sont issues de l'Internet Movie Database.
- Royaume-Uni : 14 novembre 1962 (première mondiale à Londres)[3].
- États-Unis : 19 décembre 1962 (première), 21 décembre 1962 (nationale).
- Danemark : 1er octobre 1963.
- Finlande : 25 octobre 1963.
- France : 27 novembre 1963, 20 août 1980.
- Japon : 14 mars 1964, 27 avril 1974.
- Allemagne de l'Ouest : 28 avril 1965.
- Philippines : 17 juillet 1975 (Davao).

## Origine et production
Au début des années 1960, le studio Disney décide de produire de nouveaux films d'aventure fantastique, pour reproduire le succès de L'Île au trésor (1950) et Vingt mille lieues sous les mers (1954). Pour cela, le studio choisit une autre œuvre de Jules Verne, Les Enfants du capitaine Grant, parue en 1868.
L'acteur Keith Hamshere, qui joue le jeune frère d'Hayley Mills, a été découvert par le studio Disney dans la comédie musicale Oliver ! (1960). Le film comporte les effets spéciaux les plus élaborés du studio de l'époque, dont la reconstitution d'un volcan actif, de la cordillère des Andes, des ports de Glasgow et Melbourne dans les années 1870 et d'un village maori en Nouvelle-Zélande. Ces effets spéciaux ont été réalisés sous la direction de Syd Pearson et Peter Ellenshaw. Le tournage s'est effectué aux Pinewood Studios. Raison pour laquelle il fut possible d'utiliser un bateau à aube qui se trouvait à Londres : le Princess Elizabeth.
Le film comprend plusieurs éléments, dont une romance juvénile entre Hayley Mills et Michael Anderson, des scènes dignes d’une comédie musicale où Maurice Chevalier chante et des scènes comiques avec Wilfrid Hyde-White. Le tout sur fond de roman d'aventure fantastique mêlant les sommets des Andes, un séisme, un condor géant et des Maoris. Les personnages découvrent même qu'ils ne sont pas en Amérique du Sud comme ils le croient, mais en Australie, avant de rejoindre la Nouvelle-Zélande.

## Sortie et accueil
La première mondiale du film a lieu à Londres le 14 novembre 1962.
Bosley Crowther du New York Times écrit que « le film est parfait pour des enfants de 6 à 12 ans mais c'est tout ». Il ajoute que c'est une fable dynamique, plus gadget qu'imagination. Hal Erickson écrit que le film « est une montagne-russe pour un film Disney, avec beaucoup d'agitation mais manquant de crédibilité et de cohérence… Le film était idéal pour une matinée de samedi pour les jeunes de 1963 ».
Le film est ressorti au cinéma en 1970 et 1978 puis en vidéo en 1984 et 1992. Il a été diffusé en deux épisodes dans l'émission The Wonderful World of Disney le 1er et le 8 octobre 1978 sur NBC.

## Analyse
Dans les années 1960, le studio Disney produit de nombreux films dont certains sont des films de niches comme l'aventure avec Les Enfants du capitaine Grant (1962), les comédies musicales comme Le Pays des jouets (1961), les intrigues avec La Baie aux émeraudes (1964) et les drames avec Calloway le trappeur (1965). Pour Leonard Maltin, à l'aune de ce que le studio Disney est capable de faire, le film Les Enfants du capitaine Grant est une déconvenue. La présence de Maurice Chevalier rend le film un peu plus vivant, entraînant que la normale. Maltin ajoute que les séquences ne fonctionnent pas unitairement et en plus ne s'assemblent pas. Le rythme est brutal et l'enchaînement des événements improbable malgré un début logique, la recherche du capitaine Grant et des scènes réalistes. Le film est à l'opposé de Vingt mille lieues sous les mers où l'agencement tient debout. Ainsi, le condor n'a aucune raison de survenir de même que l'inondation. Le film n'est pour Maltin que forme sans fond, sans substance malgré des effets spéciaux méritants.